# Boris Kuzniecow (lekkoatleta)
Boris Michajłowicz Kuzniecow (ros. Борис Михайлович Кузнецов, ur. 12 czerwca 1947 w Ałma-Acie) – radziecki lekkoatleta, długodystansowiec.
Zdobył brązowy medal w birgu na 3000 metrów na halowych mistrzostwach Europy w 1975 w Katowicach (wyprzedzili go tylko Ian Stewart z Wielkiej Brytanii i Pekka Päivärinta z Finlandii).
Awansował do finału biegu na 5000 metrów na igrzyskach olimpijskich w 1976 w Montrealu, lecz go nie ukończył. Zajął 9. miejsce w tej konkurencji na mistrzostwach Europy w 1978 w Pradze.
Kuzniecow był halowym mistrzem ZSRR w biegu na 3000 metrów w 1974 i 1975 oraz w biegu na 5000 metrów w 1975.
Rekordy życiowe Kuzniecowa:
- bieg na 1500 metrów – 3:40,1 (22 czerwca 1974, Moskwa)
- bieg na 3000 metrów – 7:42,1 (20 sierpnia 1978, Podolsk)
- bieg na 5000 metrów – 13:18,0 (28 czerwca 1976, Podolsk)
- bieg na 10 000 metrów – 28:34,5 (14 sierpnia 1977, Podolsk)